# Leposavić
Leposavić (se citește Leposavici) (albaneză Leposaviq sau Albaniku sârbă Лепосавић or Leposavić) este un oraș și municipiu în districtul Kosovska Mitrovița situat în nordul provinciei Kosovo. Acesta face parte din așa numitul Nordul Kosovo, o regiune cu populație majoritară sârbă, funcționând autonom față de restul provinciei Kosovo cu populație majoritară albaneză. Conform recensământului de la OSCE și UNHCR, municipiul are o populație de aproximativ 18,600 (2007)

## Demografie
| Structura etnică, inclusiv PSI |          |     |         |      |                    |     |      |     |        |
| An/Populație | Albanezi | %   | Sârbi   | %    | Musulmani/Bosniaci | %   | Romi | %   | Total  |
| 19911 | 1,101    | 6.7 | 14,306  | 87.8 | 600                | 3.7 | 163  | 1.0 | 16,291 |
| Ianuarie 19992 | 902      | N/A | 15,365  | N/A  | 940                | N/A | N/A  | N/A | N/A    |
| Octombrie 20073 | 200      | 1   | 18,000+ | 98   | 240                | 1   | 2504 | 1   | 18,600 |
| 1. 1991 Info: Registrul civil 1991–Populație; Structura Națională a Municipiilor (Biroul Statisticilor Iugoslave, Belgrad, 1993), paginile 123-125. Este menționat că recensământul din 1991 nu este demn de încredere. Ref: OSCE Arhivat în 6 iunie 2011, la Wayback Machine. 2. 1999 Info: Lista orașelor din Kosovo (UNHCR, 9 martie 1999). Ref: OSCE Arhivat în 6 iunie 2011, la Wayback Machine. 3. OSCE PDF , October 2007. — Statisticile sunt estimări aproximative ale OSCE și UNHCR. 4. Romi, Ashkali și egipteni. |          |     |         |      |                    |     |      |     |        |

Conform recensământului din 1991, municipiul Leposavić avea o populație de 16,395 locuitori.

## Economie
Aproape toate facilitățile industriei sunt închise sau numarul de ore redus. Șomajul este de asemenea ridicat, crescând odată cu închiderea facilitățiilor conglomerate din Trepca. Municipiul este bogat în resurse naturale, infrastructură și management dar circumstanțele actuale au blocat potențialele. Municipiul a adoptat Agenda de Dezvoltare 2006 - 2009 în cooperare cu oficiul UNOPS cu sprijinul din partea UNMIK și Guvernului Italiei care prevede îmbunătățirea economiei locale. Totuși actuala situație dificială nu oferă prea multe șanse Agendei să fie implementată. Municipiul condus de un CEO proactiv, dă roade efortului câtre identificarea și inițializare ideilor de proiecte.

## Zonele locuite
Lista zonelor locuite în municipiu:

Primul nume este în sârbă, al doilea în albaneză:
| - Bare / Bare - Belo Brdo / Bellobërdë - Beluce / Beluqe - Berberiste / Berberistë - Bistrica / Bistricë - Borcane / Borçan - Borova / Borovë - Ceranja / Cerajë - Cirkovice / Qirkoviq - Crnatovo / Cërnatovë - Crveni / Cërveni - Dobrava / Dobravë - Donje Isevo / Isevci i Ultë - Donji Krnjin / Kërnjini i Ultë - Dren / Dren - Gornji Krnjin / Kërnini i Epërm | - Granicane / Graniçan - Grkaje / Grkajë - Guvniste / Guvnishtë - Ibarsko Postenje / Postenja e Ibrit - Jelakce / Jelakcë - Kajkovo / Kajkovë - Kamenica / Kamenicë - Kijevcice / Kijevicë - Koporice / Koporiqë - Kosutovo / Koshutovë - Kutnje / Kutnje - Leposavić / Leposaviq - Lesak / Leshak - Lozno / Lloznë - Majdevo / Majdevë - Miokovice / Miokoviq | - Mosnica / Moshnicë - Ostrace / Ostraqë - Plakaonica / Pllakanicë - Potkomlje / Potomlë - Popovce / Popovce - Pridvorica / Pridvoricë - Rvatska / Rëvatskë - Saljska Bistrica / Bistricë e Shalës - Seoce / Seocë - Slatina / Sllatinë - Socanica / Soçanicë - Trebice / Trebiqe - Vracevo / Vraqevë - Vuca / Vuçë - Zemanica / Zemanicë |